# Ivan Kramberger
Ivan Kramberger () (tudi Dobrotnik iz Negove), dimnikar, izumitelj, dobrotnik, pisatelj in politik, * 4. maj 1936, Ženjak pri Benediktu v Slov. goricah, † 7. junij 1992, Jurovski Dol pri Svetem Juriju v Slovenskih goricah, Slovenija.

## Življenje
Na svet je prišel kot osmi otrok (od 11) v viničarski družini Jožefe in Franca Krambergerja v Ženjaku pri Benediktu. Leta 1939 se je družina preselila v Negovo
Kramberger se je izučil za dimnikarja in služboval na Teharjah in celo v  Risanu v Črni gori, kjer je v Danilovgradu služil tudi vojaški rok. Tam je tudi opravil vozniški izpit in se priučil mehanskega dela. Kot voznik vojaškega tovornjaka je doživel prometno nesrečo in bil težje poškodovan, pozneje je bil zaradi te poškodbe v Nemčiji invalidsko upokojen. Po odsluženi vojaščini se je najprej zaposlil v opekarni v Avstriji. 
Leta 1963 je šel v Nemčijo, kjer se je znašel v begunskem taborišču Zirndorf ker je nedovoljeno prečkal mejo. Zaposlil se je v Duisburgu, v tovarni za proizvodnjo bakra, kjer je zaradi napornega dela z inovacijo olajšal delo sebi (za katerega je najprej vedel le on), a so kmalu to v tovarni ugotovili in spremembo uvedli v proces dela, za katerega je Kramberger bil nagrajen. Ker so opazili, da je zelo inteligenten, so ga poslali na izobraževanje za dializnega tehnika. Tako je dobil zaposlitev v dializnem centru v Duisburgu, kjer je izpopolnil in patentiral vrsto tehnologije stroja za dializo. S finančnimi sredstvi, ki jih je s tem dobil, je kupoval odslužene dializne aparate jih obnavljal, ter izpopolnjeval s svojimi izumi, ter jih podarjal v domovini. Prva dva je podaril v Bolnišnico v Murski Soboti, druge pa v druge ustanove po Jugoslaviji, celo v Beograd. 
V Nemčiji se je trikrat poročil. V Duisburgu je delal do leta 1983, ko se je invalidsko upokojil in se z ženo Marjeto vrnil v Negovo, kjer sta odraščala njena sinova Boris in Danijel iz prejšnje zveze. Ob Negovskem jezeru sta si zgradila hišo, v kateri je med letoma 1985 in 1994 delovala gostilna. Tu sta se rodila tudi sina Ivan in Denis. 
Kramberger je bil izredna in samonikla osebnost v slovenskem medijskem in političnem prostoru v začetku devetdesetih. S svojo ženo in otroki je živel zelo skromno, znan je bil tudi po tem, da je vozil avtomobile, ki jih je izdeloval sam. Kot ljudski človek je imel mnoge politične govore, najpogosteje na Prešernovem trgu v Ljubljani. Ugotovil je, da ga ljudje radi poslušajo ko spregovori o težavah malih ljudi. V sebi je nosil željo da to deli z javnostjo, zato je začel pisati knjige, katerih deset je izdal v samozaložbi. S podporo ljudskih glasov je kandidiral na volitvah za predsednika Republike Slovenije leta 1990 in prejel 18.5 odstotkov glasov.

### Umor
Glavni članek: Atentat na Ivana Krambergerja.
Leta 1992 je Kramberger dejal, da ne misli več kandidirati za predsednika države in napovedal, da se bo s svojo stranko udeležil volitev v državni zbor, vendar je bil še pred uradnim začetkom volilne kampanje 7. junija 1992 popoldne v Jurovskem Dolu ustreljen.
Domnevni storilec Peter Rotar, ki naj bi pijan streljal iz velike razdalje, je bil obsojen na zaporno kazen. Motiv umora še danes ni zadovoljivo pojasnjen. Največ špekulacij in hipotez temelji na politično motivirani likvidaciji, saj bi on in njegova stranka ob morebitni izvolitvi v državni zbor verjetno predstavljala pomembno politično silo v ključnem obdobju slovenske tranzicije.
Po izjavah pričevalcev v filmu Ivek, kdo te je ubil? je bilo zelo nenavadno, da je v Jurovski dol s helikopterjem iz Ljubljane priletel tedanji minister za notranje zadeve Igor Bavčar, in to v pičlih 15 minutah. Kriminalistična preiskava umora Ivana Krambergerja je posebna tudi po tem, da je bila izvedena nenavadno površno, saj krogle niso našli, redki pridobljeni materialni dokazi pa so skrivnostno izginili (npr. odtis vojaškega čevlja na odtrganem sedežu stola, tretji kozarec). Obtožnica zoper Petra Rotarja je bila pripravljena zgolj na podlagi pričevanj. Poleg tega tožilstvo in sodišče nista upoštevala mnenja izvedenca sodne medicine, ki je na podlagi pregleda strelne rane ugotovil, da krogla ni mogla prileteti iz smeri Rotarjeve hiše. Prav tako se jima ni zdelo pomembno, da je bila Rotarjeva lovska puška rahlo ukrivljena, zato je bilo z njo zelo težko zadeti tarčo, in da je bil Rotar v času streljanja zelo pijan. Pri preiskavi umora je kot kriminalist mdr. sodeloval Franc Kangler, ki je tedaj delal na mariborski policijski upravi, pozneje pa je doživel strm vzpon politične kariere na lokalni in državni ravni (župan, poslanec državnega zbora).
Pogreba se je kljub hudemu neurju udeležilo 7500 ljudi.
Leta 2002 so Ivanu Krambergerju v Negovi postavili spominsko znamenje. Ustanovljen je bil tudi Sklad Ivana Krambergerja.